# Soul 2
Soul 2 è l'ottavo album discografico in studio del cantante soul britannico Seal, pubblicato nel novembre 2011. L'album consiste di cover di classici del soul come Soul, pubblicato nel 2008.

## Tracce
1. Wishing on a Star – 4:13 (testo: Billie Ray Calvin)
2. Love T.K.O. – 5:37 (testo: Cecil Womack, Linda Womack, Gip Noble)
3. Ooo Baby Baby – 3:01 (testo: Smokey Robinson, Pete Moore)
4. Let's Stay Together – 3:41 (testo: Al Green, Willie Mitchell, Al Jackson Jr.)
5. What's Going On – 4:27 (testo: Al Cleveland, Renaldo Benson, Marvin Gaye)
6. Love Don't Live Here Anymore – 4:10 (testo: Miles Gregory)
7. Back Stabbers – 3:36 (testo: Leon Huff, Gene McFadden, John Whitehead)
8. I'll Be Around – 3:15 (testo: Thom Bell, Phil Hurtt)
9. Love Won't Let Me Wait – 4:24 (testo: Vinnie Barrett, Bobby Eli)
10. Lean on Me – 3:26 (testo: Bill Withers)
11. Oh Girl – 3:53 (testo: Eugene Record)